# Trà Đa
Trà Đa là một xã cũ thuộc thành phố Pleiku, tỉnh Gia Lai, Việt Nam.
Xã Trà Đa có diện tích 13,21 km², dân số năm 2017 là 4.862 người, mật độ dân số đạt 368 người/km².

## Địa lý
Trước khi thực hiện Nghị quyết số 1664/NQ-UBTVQH15 năm 2025, Trà Đa nằm ở trung tâm của cao nguyên Pleiku với độ cao khoảng 700 – 800m, tại phía Đông Bắc thành phố Pleiku, cách trung tâm thành phố 6 km về phía Tây Nam:
- Phía Đông giáp huyện Đăk Đoa và xã Chư Ă của thành phố Pleiku
- Phía Tây giáp  phường Hoa Lư và phường Thống Nhất của thành phố Pleiku
- Phía Nam giáp phường Thắng Lợi và phường Phù Đổng của thành phố Pleiku
- Phía Bắc giáp xã Biển Hồ, thành phố Pleiku

## Lịch sử
Xã Trà Đa được thành lập theo quyết định số 30/QĐ–HĐBT do Hội đồng Bộ trưởng ban hành ngày 17 tháng 8 năm 1981.
Theo Nghị quyết số 1664/NQ-UBTVQH15 năm 2025, hợp nhất toàn bộ diện tích tự nhiên và dân số của 4 phường: Tây Sơn, Hội Thương, Hoa Lư, Phù Đổng và xã Trà Đa thành phường Pleiku.

## Dân cư
Xã Trà Đa là nơi cư trú của các dân tộc thiểu số như Tày, Mường, Hoa, Ê đê, Khmer và Thái.